# Figuratywizm

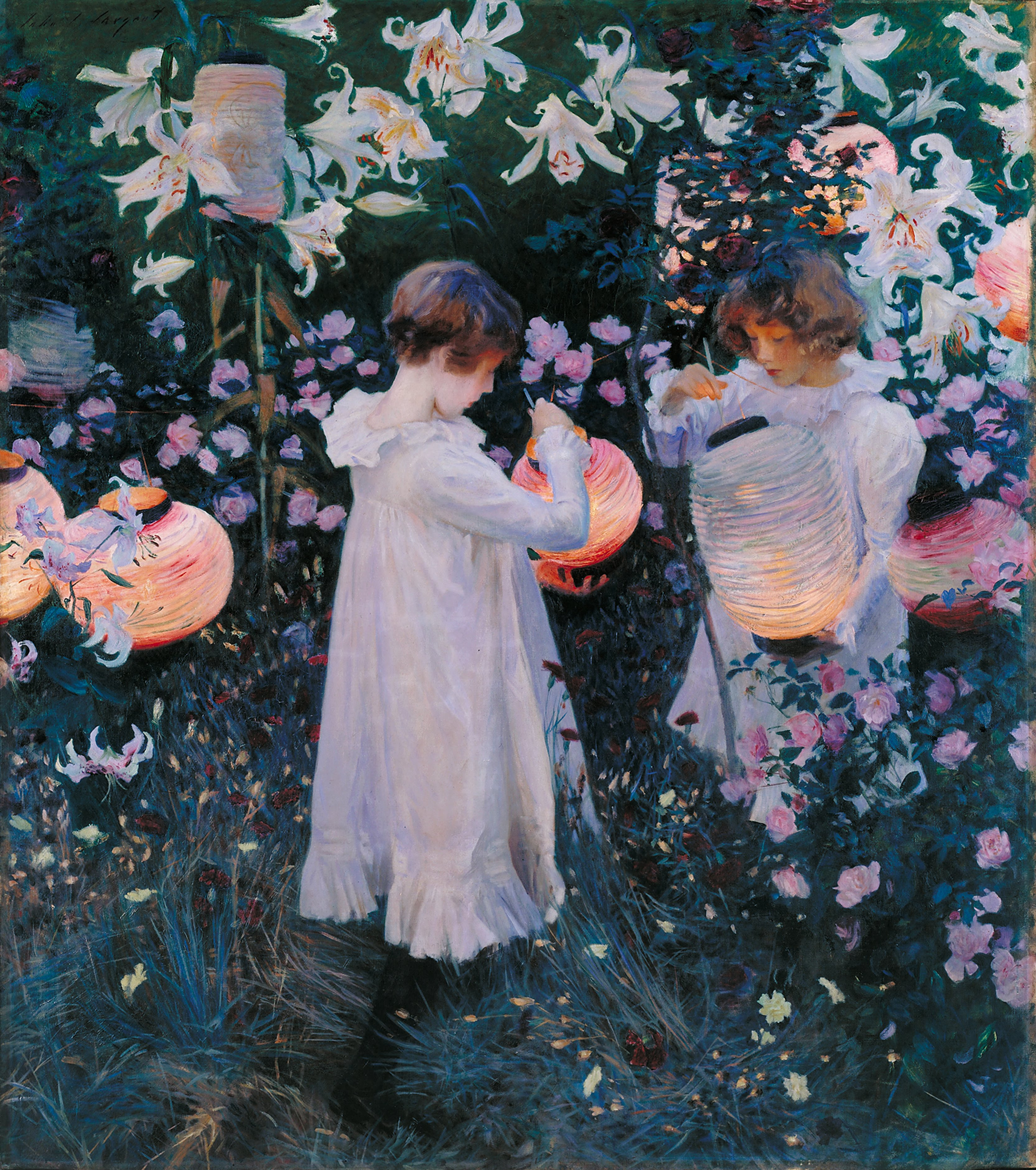
John Singer Sargent – Carnation, Lily, Lily, Rose; ok. 1885, Tate Britain

Figuratywizm, sztuka figuratywna – kierunek w sztuce (głównie malarstwie i rzeźbiarstwie) polegający na ukazywaniu przedmiotów, zwierząt i ludzi w ich realnych kształtach, traktujący świat zewnętrzny jako punkt odniesienia dla postaci, symbolu lub podobieństwa.
Wyrażeniem synonimicznym dla figuratywizmu jest termin „sztuka przedstawiająca”, zaś antonimicznym – abstrakcjonizm lub „sztuka nieprzedstawiająca”, „sztuka niefiguratywna”.